# Sukekiyo
«Sukekiyo» — японський гурт, створений за ініціативи Кьо, вокаліста гурту Dir en Grey, з учасників деяких інших груп, які або покинули свої гурти, або паралельно грають у «Sukekiyo». Група виконує музику в альтернативному жанрі, хоча самі виконавці чітко не виокремлюють свій творчий напрямок. Напрямок розвитку гурту — загадка. Специфічні образи, мелодії та симбіоз непоєднуваного — усе це і є «Sukekiyo».

## Історія
Дебютував гурт туром «SUGIZO TOUR 2013「THRIVE TO REALIZE」». Перший кліп «｢aftermath｣ [Архівовано 30 травня 2014 у Wayback Machine.]» вийшов 1 січня 2014-го року.
Перший дебютний альбом альтернативної групи «『IMMORTALIS』» вийшов 30 квітня 2014-го року. «Immortalis» — кліп на однойменну пісню — вийшов у день релізу альбому. Другим кліпом гурту стало відео ｢in all weathers｣, що увійшло з кліпом «Immortalis» та ще двома відео з концертів до BLU-RAY диску альбому «Immortalis».
Після випуску першого альбому, гурт мав кілька турів по Японії, а останнім часом виступав і в Європі. У травні 2014 року, Sukekiyo оголосили європейське турне під назвою «ameagari no yuushi», яке відбулося у вересні 2014 року у шістьох містах, там де буде відбуватися фестиваль Divan du monde 17 вересня.

## Учасники гурту
- «Кьо» (яп. 京/Kyo) — гурт (Dir en Grey) — вокал.
- «Такумі» (яп. 匠/Takumi) — гурт (екс-Rentrer en Soi)
- «Юта» (Uta) — гурт (екс 9GOATS BLACK OUT)
- «Ючі» (Yuchi) — гурт (kannivalism, Wing Works[6])
- «Міка» (яп. 未架/Mika) — гурт (екс-Rentrer en Soi, Forbidden Days Rhapsody[7]) — барабан.

## Дискографія
Альбоми
- Immortalis (2014)[8][9]

Сингли
- The Daemon's Cutlery (EP) (2014)[10][11]

## Відео
Їх перший кліп на пісню «Aftermath», який з'явився у їх першому альбомі Immortalis, було випущено 1 січня 2014 року в iTunes. Другий кліп на пісню «In All Weathers» вийшов як бонус до Blue Ray Disc та «Aftermath».